# Jim Barrows
James Michael Barrows, detto Jim (Los Angeles, 25 aprile 1944 – Steamboat Springs, 28 giugno 2024), è stato uno sciatore alpino e allenatore di sci alpino statunitense.

## Biografia
Sciatore polivalente con maggior propensione alla discesa libera originario di Steamboat Springs, Jim Barrows, soprannominato "Moose" (alce), iniziò come saltatore con gli sci, per poi presto dedicarsi allo sci alpino nei quadri dei Colorado Buffaloes dell'Università del Colorado - Boulder. Debuttò in campo internazionale in occasione delle Vail Trophy Races 1963 (Vail, 9-10 febbraio), dove si classificò 9º nella combinata; ai Mondiali di Portillo 1966, suo esordio iridato, si piazzò 29º nello slalom gigante e non completò lo slalom speciale.
In Coppa del Mondo esordì nella gara inaugurale del circuito, lo slalom speciale disputato il 5 gennaio 1967 a Berchtesgaden senza completare la prova. Ottenne il primo piazzamento il giorno successivo nella medesima località in slalom gigante (24º) e conquistò il suo unico podio a Franconia il 10 marzo dello stesso anno (3º dietro a Jean-Claude Killy e a Guy Périllat), divenendo così il primo sciatore statunitense a salire sul podio in Coppa del Mondo. Ai X Giochi olimpici invernali di Grenoble 1968, sua unica partecipazione olimpica, non concluse la discesa libera a causa di una caduta che ne compromise il prosieguo della stagione; tornato alle gare nel gennaio dell'anno seguente, prese per l'ultima volta il via in Coppa del Mondo il 14 dicembre 1969 a Val-d'Isère in discesa libera (28º). Un nuovo infortunio subito nel 1970 pose fine alla sua carriera agonistica.
Dopo il ritiro prese parte al circuito professionistico nordamericano (Pro Tour) nei primi anni 1970 e in seguito divenne allenatore nei quadri della federazione statunitense, occupandosi prima del settore giovanile e poi della squadra dei discesisti.

## Palmarès

### Coppa del Mondo
- Miglior piazzamento in classifica generale: 23º nel 1967
- 1 podio:
  - 1 terzo posto

### Campionati nordamericani
- 1 oro (discesa libera nel 1969)[3][4]

## Riconoscimenti
- Colorado Ski and Snowboard Hall of Fame (1996)[1][4]